# Ternî, Iuriivka
Ternî (în ucraineană Терни) este un sat în comuna Cerneavșciîna din raionul Iuriivka, regiunea Dnipropetrovsk, Ucraina.

## Demografie
Componența lingvistică a localității Ternî
     Ucraineană (93,4%)
     Rusă (6,6%)
Conform recensământului din 2001, majoritatea populației localității Ternî era vorbitoare de ucraineană (93,4%), existând în minoritate și vorbitori de rusă (6,6%).